# Ulica Węgierska w Krakowie
Ulica Węgierska – ulica w Krakowie, w dzielnicy XIII Podgórze, w Podgórzu. Łączy ulicę Rękawka z ulicą Józefińską.
Północna część ulicy, do ulicy Bolesława Limanowskiego pochodzi z pierwszej połowy XIX wieku, natomiast południowa dochodząca do ul. Rękawka, w sąsiedztwie Krzemionek, powstała ok. połowy XIX wieku.
Od początku nosiła nazwę ul. Twardowskiego ze względu na bliskość Krzemionek, gdzie według legendy miała znajdować się pracownia czarnoksięska  pana Twardowskiego (obecnie ul. Twardowskiego znajduje się w okolicy Krzemionek Zakrzowskich podobnie jak Skałki Twardowskiego). Obecna nazwa, nadana ulicy w 1926 roku, prawdopodobnie nawiązuje do traktu na Węgry, który przebiegał w tej okolicy.
W czasie II wojny światowej ul. Węgierska znajdowała się w obrębie getta.

## Ważniejsze obiekty
- Dom Modlitwy Zuckera (Bethamidrasz Chasidim/Dom Nauki Chasydów) pod nr 5 – zbudowany w latach 1879-1881 w stylu historyzmu z elementami neoromanizmu, dla Dawida Zuckera, przejęty później przez Stowarzyszenie Domu Modlitwy i Wsparcia (niepoprawnie, potocznie nazywany Synagogą Zuckera – jednak w odróżnieniu od synagogi, modlący i uczący się mogli tu również spożywać posiłki i sypiać). Obecnie w budynku mieści się Galeria Starmach, gdzie prezentowane są prace polskiej sztuki współczesnej, głównie z kręgu tzw. Grupy Krakowskiej[1][2].

## Galeria

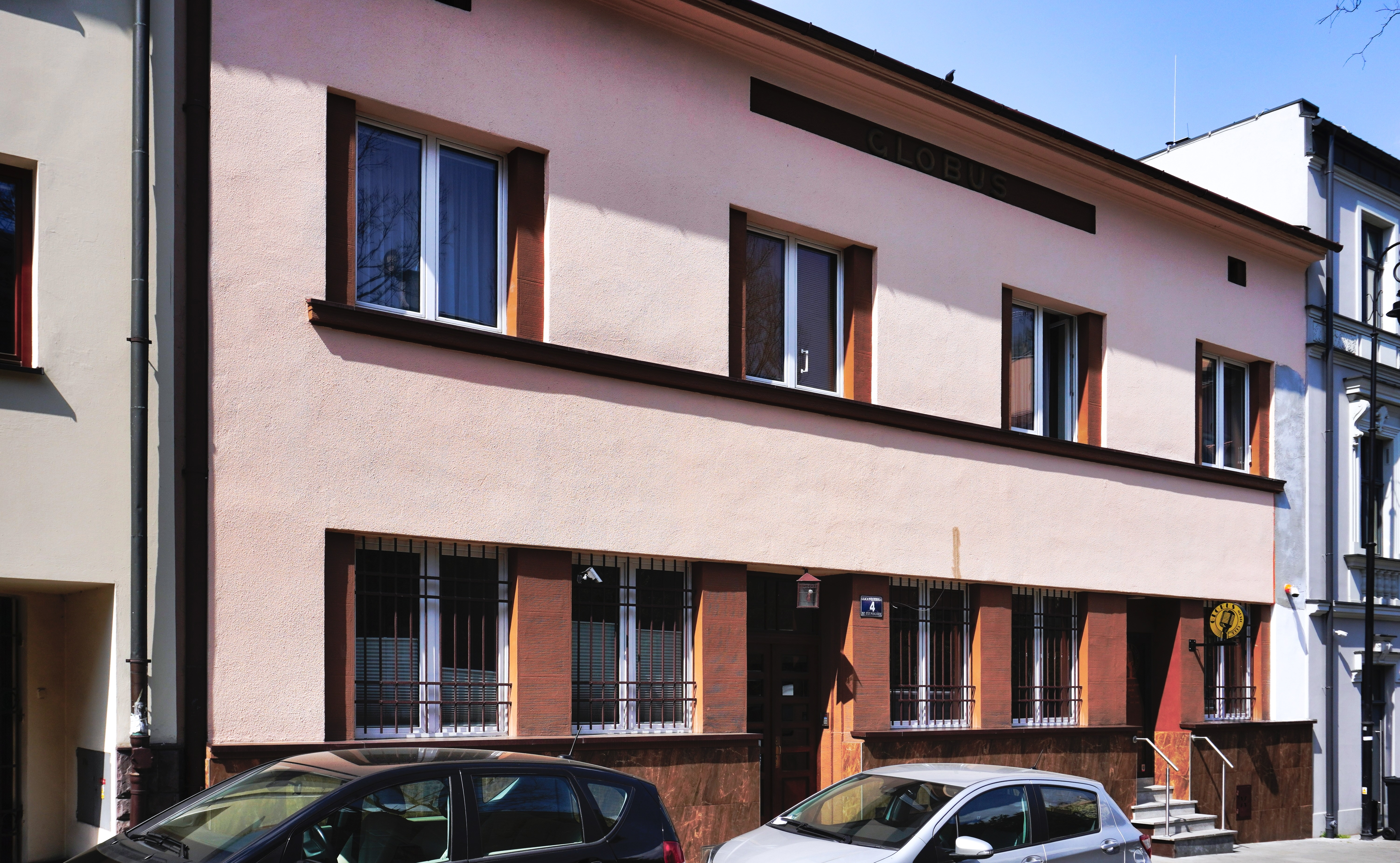
ul. Węgierska 4 Dom „Globus” (ok. 1935)
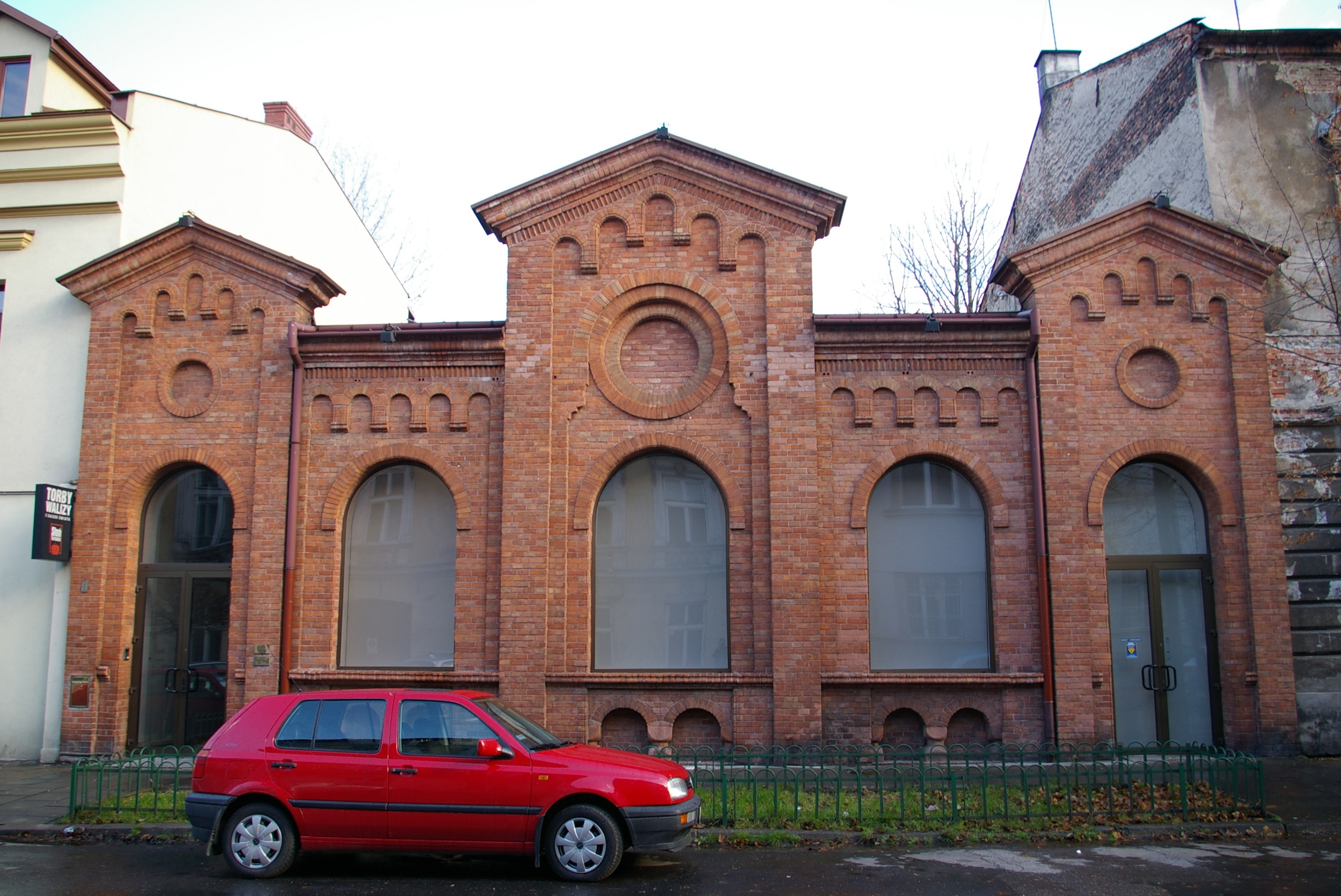
ul. Węgierska 5 Synagoga Zuckera
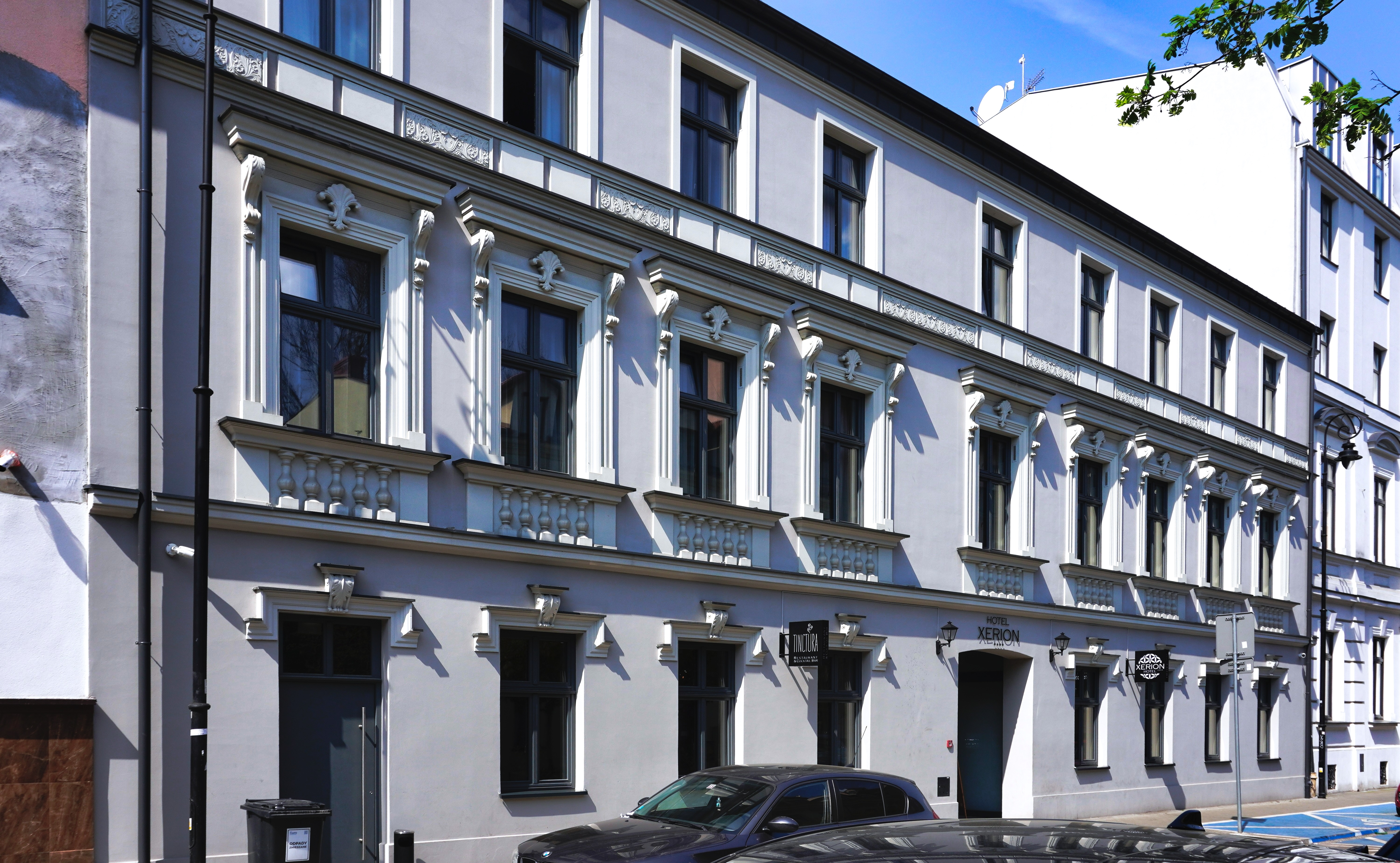
ul. Węgierska 6 Kamienica (ok. 1886, odbudowana w latach 2019–2020)
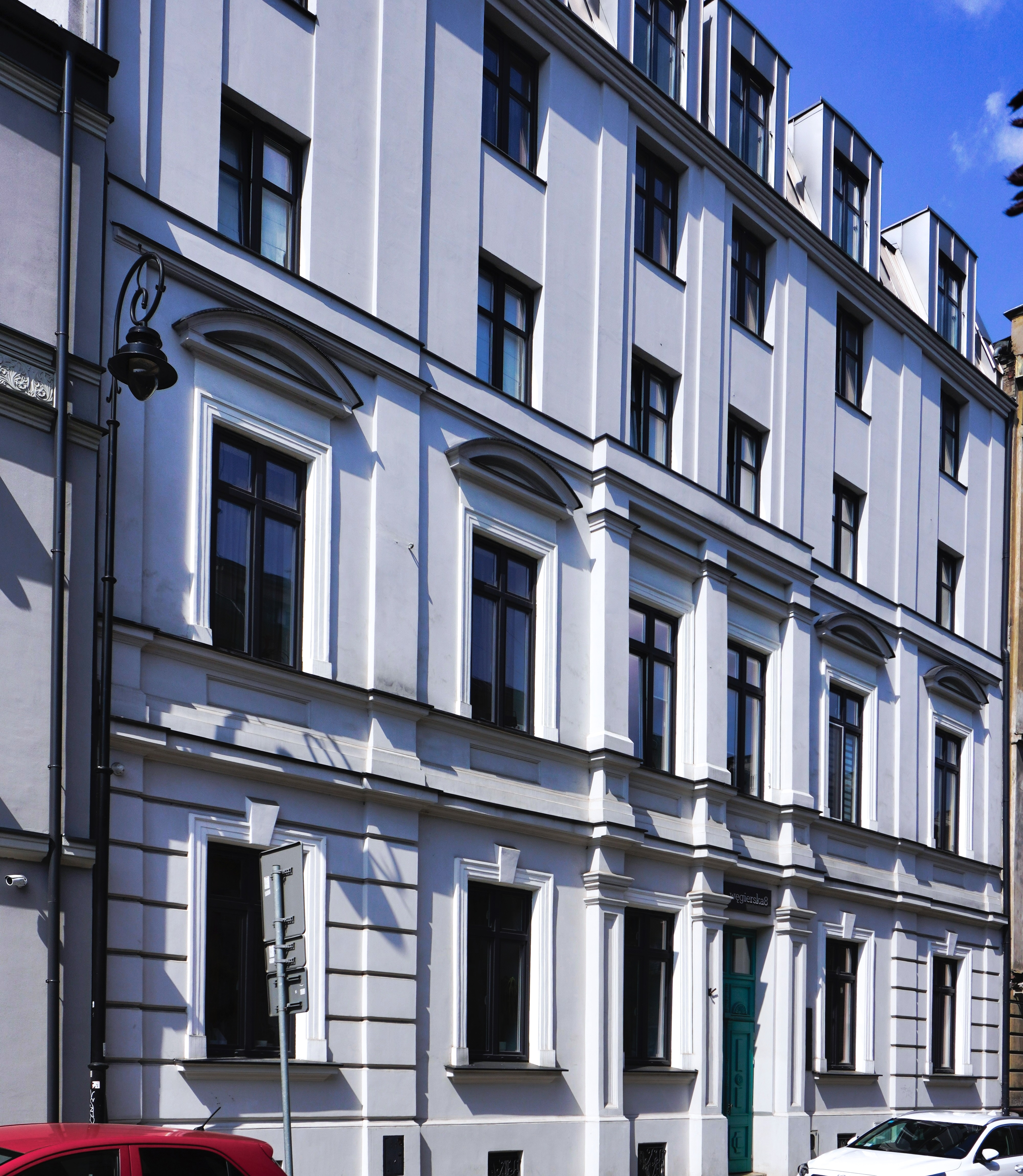
ul. Węgierska 8 Kamienica (ok. 1880, nadbudowana w latach 2015–2016)